# Lutz Eigendorf
Lutz Eigendorf (16. července 1956, Brandenburg an der Havel – 7. března 1983, Braunschweig) byl německý fotbalista, defenzivní záložník.

## Fotbalová kariéra
Ve východoněmecké oberlize hrál za Berliner FC Dynamo. Nastoupil ve 100 ligových utkáních a dal 7 gólů. S Berliner FC Dynamo získal v roco 1979 mistrovský titul. Po emigraci hrál v Bundeslize za 1. FC Kaiserslautern a Eintracht Braunschweig, nastoupil v 61 utkáních a dal 9 gólů. Za reprezentaci Východního Německa (NDR) nastoupil v letech 1978-1979 v 6 utkáních a dal 3 góly.

## Emigrace
Dynamo Berlín sehrálo 20. března 1979 přátelské utkání proti 1. FC Kaiserslautern. Při zpáteční cestě se mu v Gießenu podařilo zmizet, bez peněz naskočil do taxíku a vrátil se zpět do Kaiserslauternu. Od UEFA dostal roční zákaz a po tuto dobu trénoval v 1. FC Kaiserslautern mládež. Nebyl první východoněmecký sportovec, který emigroval, ale tým Berliner FC Dynamo byl pod partonací Stasi a pod osobní pozorností jejího šéfa Ericha Mielkeho. Po své emigraci Eigendorf otevřeně kritizoval východní Německo v médiích. Eigendorfova manželka s dcerou zůstaly na východě. Zemřel za podezřelých okolností po dopravní nehodě.

## Ligová bilance
| Ročník             | Zápasy | Góly | Klub                   |
| ------------------ | ------ | ---- | ---------------------- |
| I. liga 1974/75    | 21     | 0    | Berliner FC Dynamo     |
| I. liga 1975/76    | 20     | 2    | Berliner FC Dynamo     |
| I. liga 1976/77    | 17     | 0    | Berliner FC Dynamo     |
| I. liga 1977/78    | 26     | 2    | Berliner FC Dynamo     |
| I. liga 1978/79    | 16     | 3    | Berliner FC Dynamo     |
| Bundesliga 1979/80 | 7      | 1    | 1. FC Kaiserslautern   |
| Bundesliga 1980/81 | 19     | 3    | 1. FC Kaiserslautern   |
| Bundesliga 1981/82 | 27     | 3    | 1. FC Kaiserslautern   |
| Bundesliga 1982/83 | 8      | 2    | Eintracht Braunschweig |
| CELKEM I. liga     | 100    | 7    |                        |
| CELKEM Bundesliga  | 61     | 9    |                        |